# مقاطعة ريتشي (فرجينيا الغربية)
مقاطعة ريتشي هي مقاطعة في فيرجينيا الغربية، بلغ عدد سكانها 10٬449  نسمة، في 2010، عاصمتها هاريسفيل، تبلغ مساحتها 1٬175 كيلومتر مربع.

## الموقع
تشترك في الحدود مع:
- مقاطعة بلاسانتس (فرجينيا الغربية)
- مقاطعة جيلمر (فرجينيا الغربية)
- مقاطعة ويرت (فرجينيا الغربية)
- مقاطعة دودريدج (فرجينيا الغربية)
- مقاطعة كالهون (فرجينيا الغربية)
- مقاطعة تايلر (فرجينيا الغربية)
- مقاطعة وود (فرجينيا الغربية).